# Michael Rabušic
Michael Rabušic (ur. 17 września 1989 w Náměšti nad Oslavou) – czeski piłkarz. Od 2020 reprezentuje barwy klubu Slovan Liberec.
Michael Rabušic rozpoczął grę w piłkę nożną w wieku sześciu lat w lokalnym kubie FC Náměšť nad Oslavou. W wieku 13 lat przeniósł się do Vysočiny Jihlavy, gdzie grał w zespołach młodzieżowych do 2006 roku. W sezonie 2006/07 przeniesiono go do pierwszego zespołu, ale nadal występował w rezerwach. W lipcu 2007 roku miał podpisać kontrakt z FC Zbrojovka Brno. Oba kluby doszły do porozumienia co do transferu, ale piłkarz zdecydował się pozostać w Jihlavie. W styczniu 2009 roku w końcu odszedł do Zdrojovki.
W czerwcu 2011 roku, Rabušic podpisał trzyletni kontrakt ze Slovanem Liberec. Następnie grał w Hellas Verona, Perugii, FC Crotone, ponownie Slovanie Liberec i Vysočinie Igława. W 2018 został zawodnikiem węgierskiego Szombathelyi Haladás. W sezonie 2019/2020 grał w klubie Dynamo Czeskie Budziejowice, a w 2020 wrócił do Slovana.
Reprezentował Czechy na Mistrzostwach Europy U-21 w 2011 roku.